# Campeonato da Guatemala de Ciclismo Contrarrelógio
O Campeonato da Guatemala de Ciclismo Contrarrelógio é uma concorrência anual organizada pela Federação Guatemalteca de Ciclismo que outorga o título de Campeão da Guatemala na modalidade de Contrarrelógio. O ganhador ou ganhadora tem direito a vestir, durante um ano, o maillot com as cores da bandeira da Guatemala nas provas de Ciclismo Contrarrelógio por todo mundo.

## Palmarés masculino
| Ano  | Ouro             | Prata             | Bronze            |
| 1996 | Sergio Godoy     |                   |                   |
| 2009 | Rodrigo Castillo | Johnny Morales    | Miguel Pérez      |
| 2010 | Manuel Rodas     | Johnny Morales    | Danny Morales     |
| 2011 | Luis Santizo     | Manuel Rodas      | Danny Morales     |
| 2012 | Manuel Rodas     | Lizandro Ajcú     | Alder Torres      |
| 2013 | Manuel Rodas     | Alder Torres      | Luis Santizo      |
| 2014 | Manuel Rodas     | Luis Santizo      | Alder Torres      |
| 2015 | Manuel Rodas     | Alder Torres      | Darwin Tejada     |
| 2016 | Manuel Rodas     | Walter Escobar    | Ángel Carranza    |
| 2017 | Manuel Rodas     | Alder Torres      | Brayan Ríos       |
| 2018 | Manuel Rodas     | Dorian Monterroso | Walter Escobar    |
| 2019 | Manuel Rodas     | Brayan Rios       | Dorian Monterosso |
| 2020 | Não se disputou  | Não se disputou   | Não se disputou   |
| 2021 | Manuel Rodas     | Sergio Chumil     | Fredy Toc Xon     |
| 2022 | Manuel Rodas     | Mardoqueo Vásquez | Alex Julajuj      |

## Palmarés feminino
| Ano  | Vencedor                  | Segundo                   | Terceiro                  |
| ---- | ------------------------- | ------------------------- | ------------------------- |
| 2010 | Sindy Morales             | María Dolores Molina      | Thelma Quan               |
| 2011 | María Dolores Molina      | Thelma Macz               | Susana Zacarias           |
| 2013 | Andrea Guillen            | Maria Morales             | Cynthia Eugenia Lee Lopez |
| 2014 | Cynthia Eugenia Lee Lopez | Andrea Guillen            | Emelyn Galicia            |
| 2015 | Andrea Guillen            | Susana Santos             | Emelyn Galicia            |
| 2016 | Andrea Guillen            | Paula Guillen             | Cynthia Eugenia Lee Lopez |
| 2017 | Nicolle Bruderer          | Gabriela Soto             | Paula Guillen             |
| 2018 | Nicolle Bruderer          | Gabriela Soto             | Andrea Guillen            |
| 2019 | Andrea Guillen            | Gabriela Soto             | Stephany Castillo         |
| 2020 |                           |                           |                           |
| 2021 | Gabriela Soto             | Cynthia Eugenia Lee Lopez | Valeska Gomez             |
| 2022 | Gabriela Soto             | Cynthia Eugenia Lee Lopez | Stephany Castillo         |
| 2023 | Gabriela Soto             | Cynthia Eugenia Lee Lopez | Paula Guillen             |
| 2024 | Gabriela Soto             | Cynthia Eugenia Lee Lopez | Fatima Leonardo           |